# Brătești (okręg Prahova)
Brătești – wieś w Rumunii, w okręgu Prahova, w gminie Șirna. W 2011 roku liczyła 511 mieszkańców.